# Eupithecia ratoncilla
Eupithecia ratoncilla là một loài bướm đêm trong họ Geometridae.